# Селезінник лікарський
{{#ifeq:0|0|{{#if:|{{#if:Aspleniumceterach|[[]}}|}}}}
Селезінник лікарський, аспленій скребничний, костянець скребничний, загнітиця лікарська (Asplenium ceterach L.) — вид рослин родини аспленієві (Aspleniaceae).

## Морфологія
Рослина досягає у висоту від 6 до 20 см, утворює щільні скупчення. Це рослина з товстим кореневищем. Листова пластинка від лінійної до лінійно-ланцетної, перисторозсічена, тупа. Нижня сторона листя покрита срібною лускою, коли вони є незрілими і змінюється до червонувато-коричневого кольору. У разі посухи, листя скочується. Спори досягають своєї зрілості з червня по серпень. 2n = 144.

## Поширення, біологія
Країни поширення: Північна Африка: Алжир; Єгипет; Лівія; Марокко; Туніс. Азія: Кіпр; Єгипет — Синай; Іран; Ізраїль; Йорданія; Ліван; Сирія; Туреччина; Казахстан; Киргизстан; Таджикистан; Узбекистан; Пакистан. Кавказ: Вірменія; Азербайджан; Грузія; Російська Федерація — Передкавказзя. Європа: Ірландія; Об'єднане Королівство; Австрія; Бельгія; Чехія; Німеччина; Угорщина; Нідерланди; Польща; Словаччина; Швейцарія; Україна (Крим); Албанія; Боснія і Герцеговина; Болгарія; Хорватія; Греція (вкл. Крит та Егейські острови); Італія (вкл. Сардинія, Сицилія); Македонія; Чорногорія; Румунія; Сербія; Словенія; Франція; Португалія (вкл. Мадейра); Гібралтар; Іспанія (вкл. Канарські острови).
Надає перевагу тріщинам, особливо вапняковим субстратам. Може бути знайдений до 2700 метрів над рівнем моря, зазвичай росте на сонячних скелястих стінах. На відміну від багатьох інших, ця папороть любить рости на повному сонці, і вимагає мало вологості.

### Поширення в Україні
Гірський Крим (переважно на південному макросхилі), зрідка на Керченському півострові в місцях виходів вапнякових відслонень (Караларський степ, гора Опук).

## Використання
У народній медицині використовується як сечогінний засіб. Цей вид добре відомий через його здатність протистояти висиханню, і згодом відновленню зволоження. Було показано, що це частково через високу концентрацію фенольних сполук, таких як хлорогенова кислота C16H18O9 й кавова кислота, C9H8O4.

## Галерея

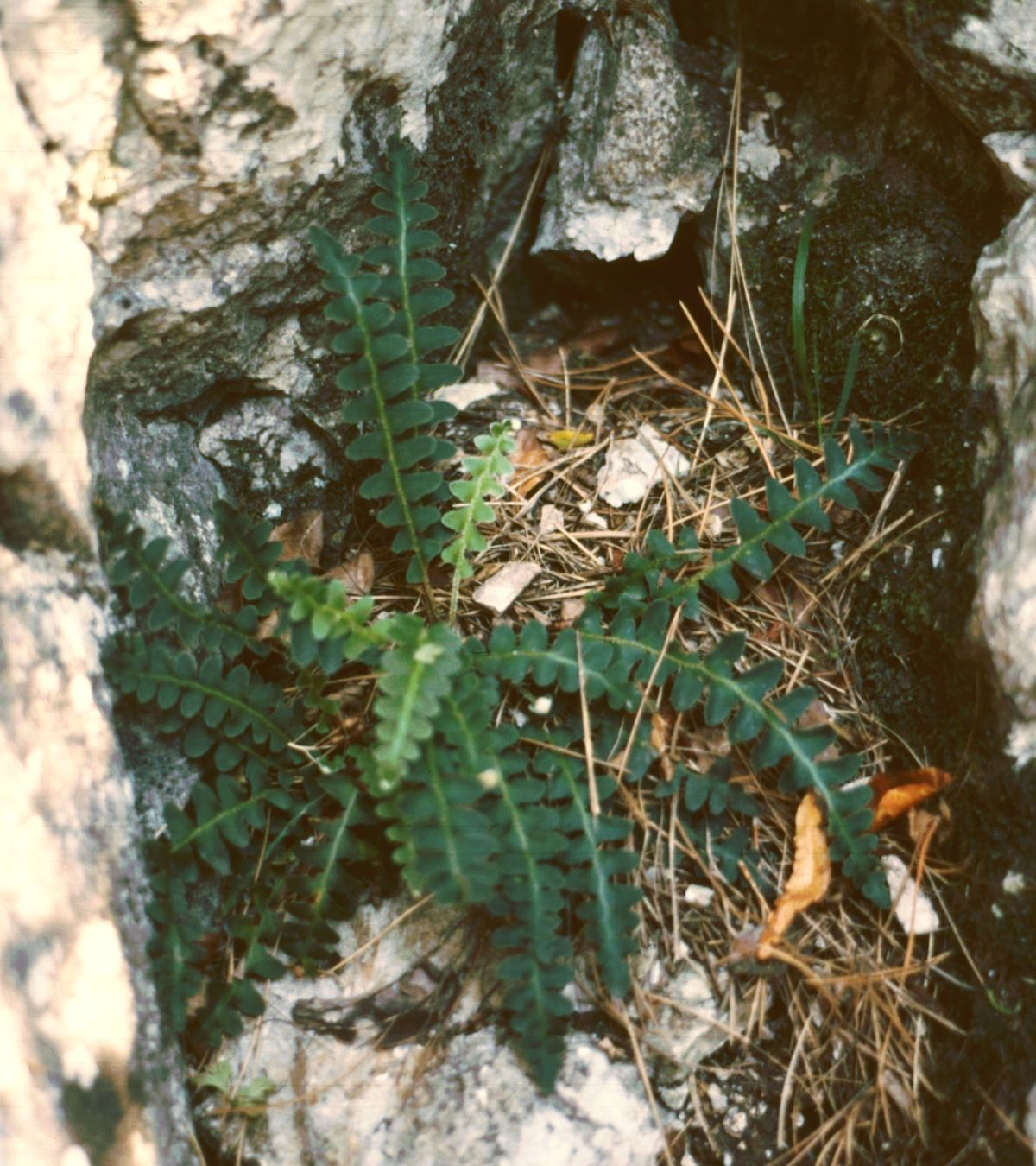
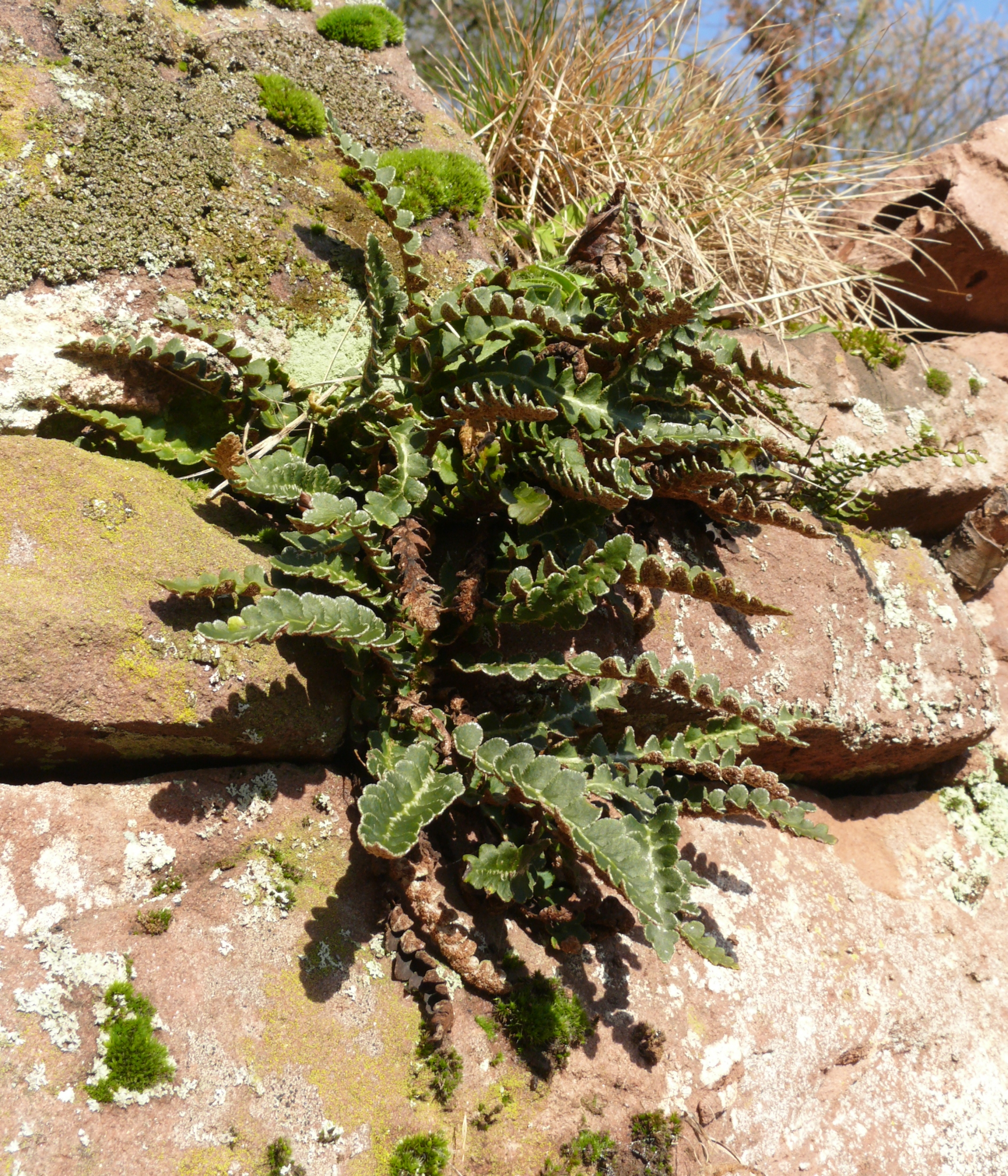
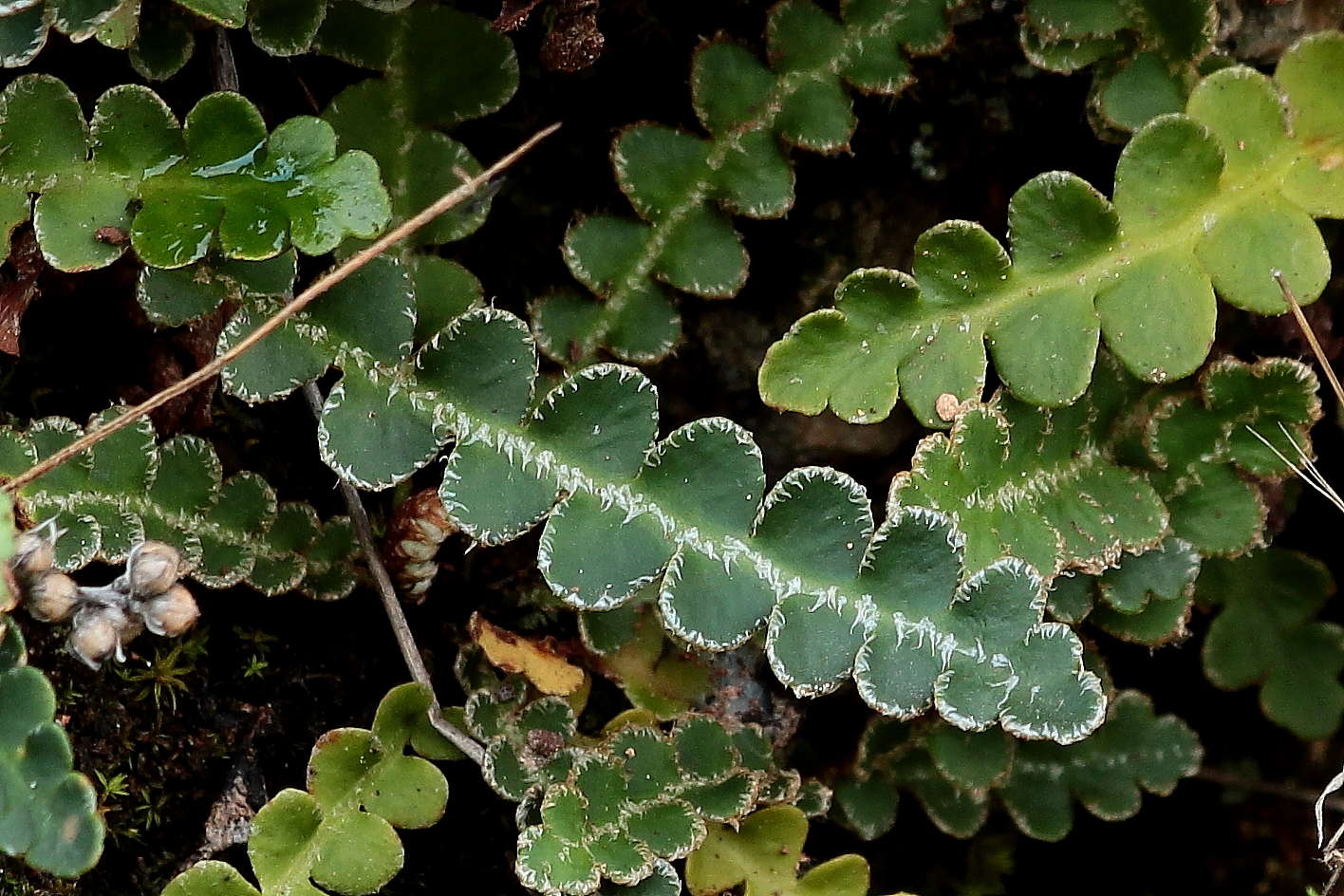
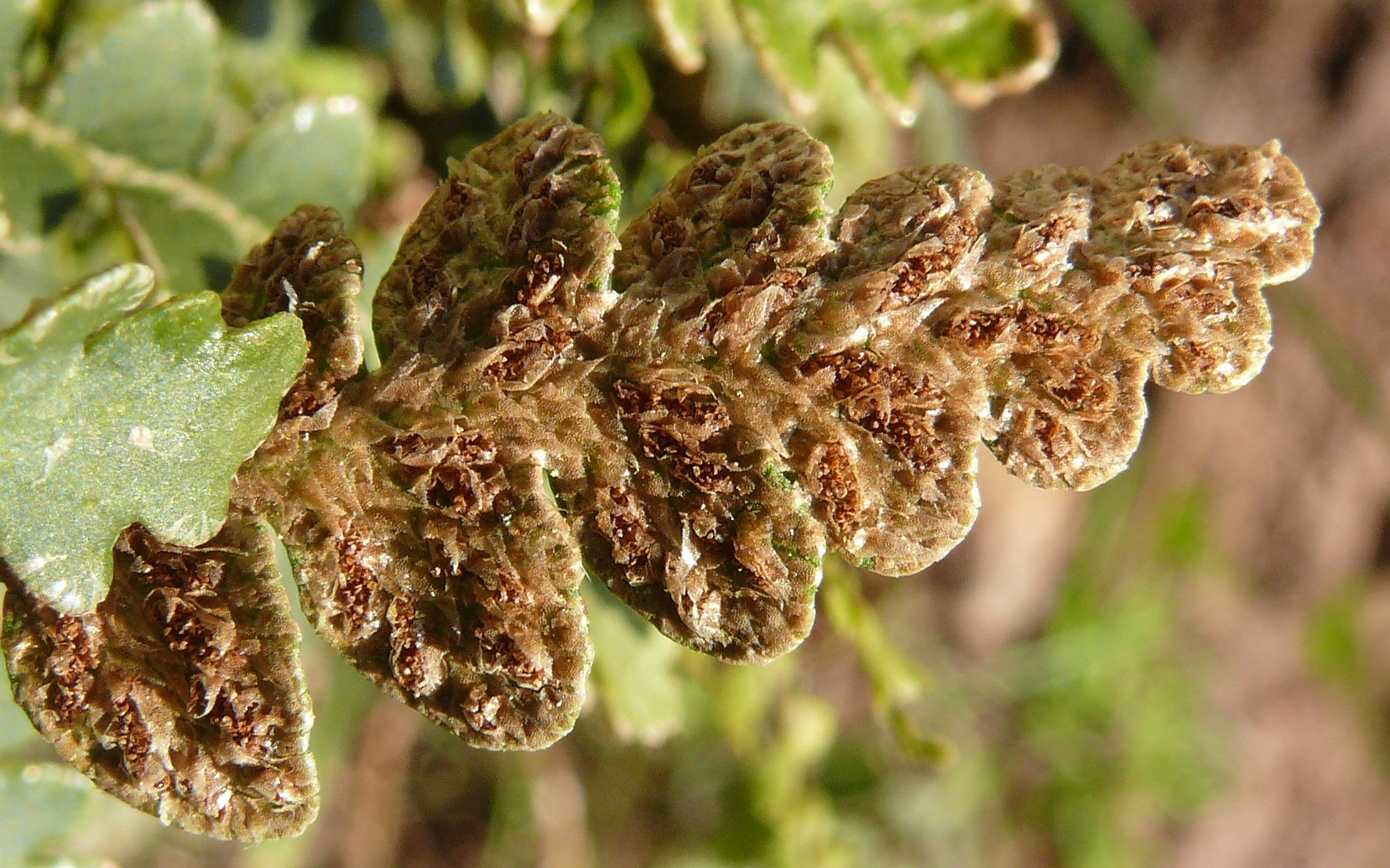
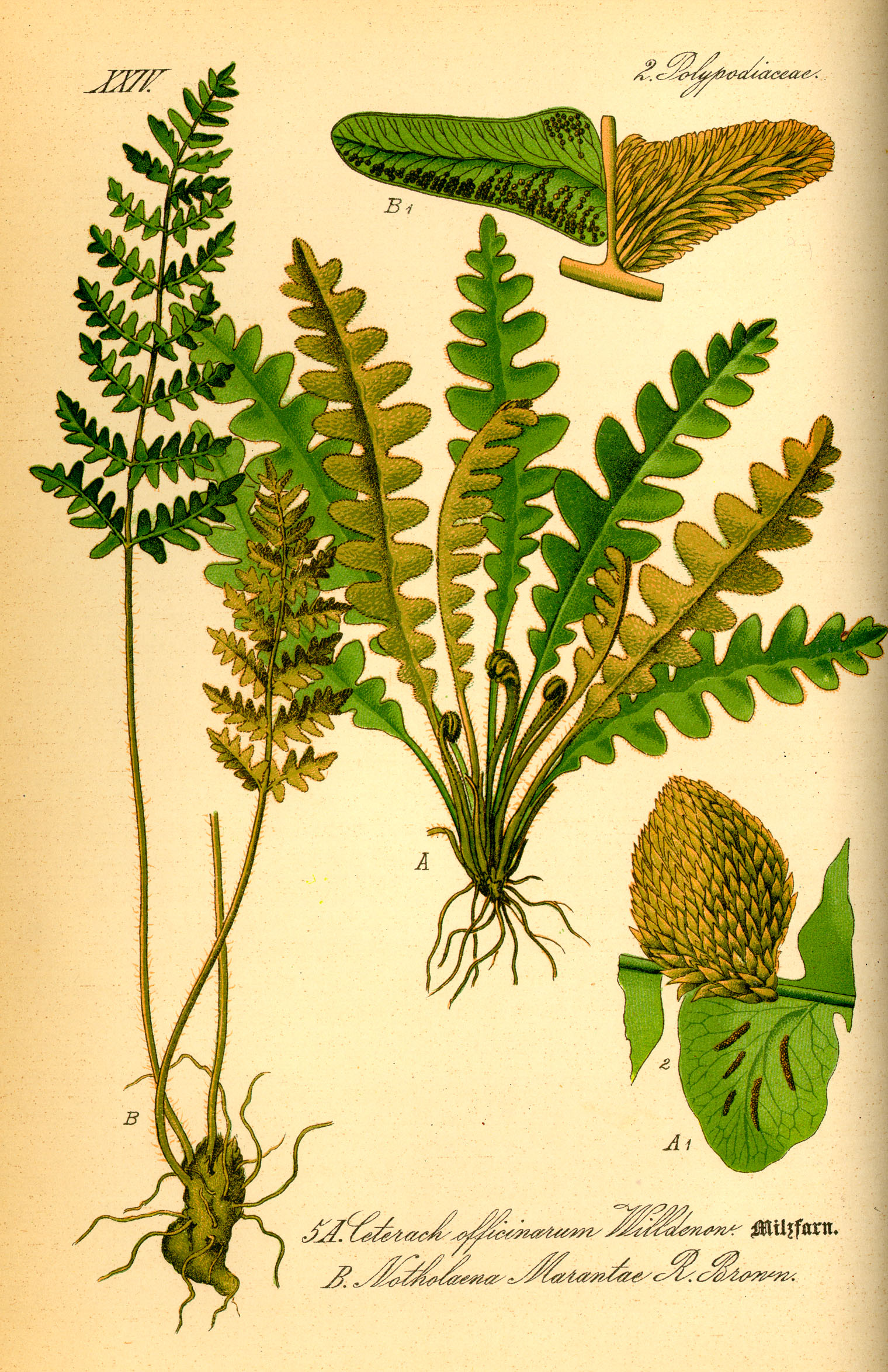

| Папороті | Це незавершена стаття про папороті. Ви можете допомогти проєкту, виправивши або дописавши її. |